# NGC 97
Az NGC 97 egy elliptikus galaxis az Andromeda (Androméda) csillagképben.

## Felfedezése
Az NGC 97 galaxist 1828. szeptember 16-án fedezte fel John Herschel.

## Tudományos adatok
A galaxis 4766 km/s sebességgel távolodik tőlünk.